# Rosmarie Dormann

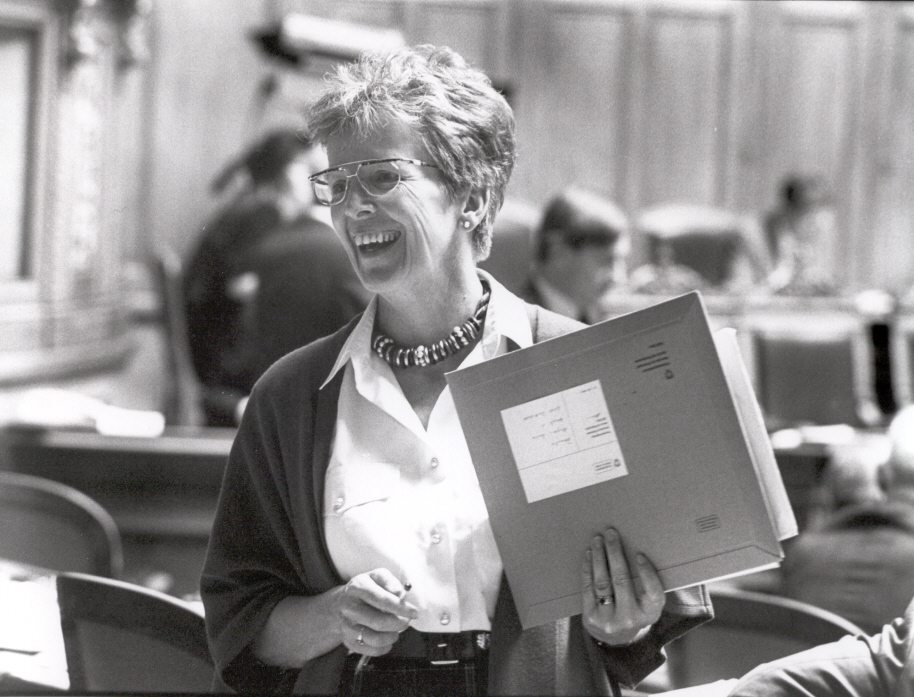
Rosmarie Dormann 1994 im Nationalrat

Rosmarie Dormann (* 27. März 1947 in Luzern, heimatberechtigt in Rothenburg) ist eine Schweizer Politikerin (CVP).
Dormann wurde zum 30. November 1987 in den Nationalrat gewählt und hatte dort in mehreren Kommissionen Einsitz, welche sie zum Teil auch präsidierte. Bei den Parlamentswahlen 2003 trat sie nicht mehr an und schied daher zum 30. November 2003 aus der grossen Kammer aus.
Aufgrund der Wahl in den Nationalrat verlor  sie ihre Anstellung als Amtsvormund der Ämter Sursee und Hochdorf. Nach dem Rücktritt als Nationalrätin präsidierte sie die Bethlehem-Mission Immensee (seit 2017 Comundo) und den Verein Traversa, der sich für Menschen mit einer psychischen Erkrankung einsetzt.
Die Sozialarbeiterin (dipl. HFS) ist ledig und wohnt in Rothenburg. 
1995 wurde Rosmarie Dormann mit dem Fischhof-Preis ausgezeichnet, der vergeben wird von der Stiftung gegen Rassismus und Antisemitismus (GRA) und der Gesellschaft Minderheiten in der Schweiz (GMS).